# فولغاست
فولغاست (بالألمانية: Wolgast) هي بلدة ألمانية و مدينة تقع في مكلنبورغ فوربومرن في ألمانيا. يقدر عدد سكانها بـ 12,359 نسمة .

## المدن التوأمة
مدن ودل، Nexø، بورنهولم، Sölvesborg Municipality و Karlino هي مدن توأمة لفولغاست.

## أعلام
- يوهانس سيلين
- أكسل كروزه
- فيليب أوتو رونغي
- يورغ باش